# Record du Maroc de natation messieurs du 50 mètres nage libre
Cet article présente l'évolution du record du Maroc de natation messieurs du 50 mètres nage libre.

## Bassin de 50 mètres
| Temps   | Athlète            | Naissance | Âge | Club   | Compétition                | Lieu       | Date              |
| ------- | ------------------ | --------- | --- | ------ | -------------------------- | ---------- | ----------------- |
| 23 s 66 | Moureddine Haouati |           |     | USF    |                            | Le Caire   | 24 août 1989      |
| 23 s 64 | Amine Kouame       | 1986      | 23  | US Fès | Universiades               | Belgrade   | 11 juillet 2009   |
| 23 s 62 | Amine Kouame       | 1986      | 24  | US Fès | Championnats d'Afrique (f) | Casablanca | 18 septembre 2010 |
| 23 s 44 | Amine Kouame       | 1986      | 25  | US Fès | Jeux panarabes (s)         | Doha       | 19 décembre 2011  |
| 23 s 37 | Amine Kouame       | 1986      | 25  | US Fès | Jeux panarabes (f)         | Doha       | 19 décembre 2011  |

## Bassin de 25 mètres
| Temps   | Athlète      | Naissance | Âge | Club   | Compétition               | Lieu   | Date          |
| ------- | ------------ | --------- | --- | ------ | ------------------------- | ------ | ------------- |
| 23 s 14 | Amine Kouame | 1986      | 24  | US Fès | Championnats du Maroc     | Meknès | 4 avril 2010  |
| 23 s 09 | Amine Kouame | 1986      | 23  | US Fès | Championnats du Maroc (f) | Meknès | 10 avril 2010 |